# 維也納火車總站
維也納火車總站又稱維也納中央車站（德語：Wien Hauptbahnhof）是奧地利首都維也納的一個火車站。維也納中央車站是在維也納南站和維也納東站就地改建之後於舊址上開業的車站。車站開業於2012年底，取代南站成為維也納新的主要車站。

## 外部連結
- Hauptbahnhof Wien English-language official website of the project
- Building proposals （德文）